# Kamczatka (rzeka)
Kamczatka – rzeka o długości 758 km w azjatyckiej części Federacji Rosyjskiej, na półwyspie Kamczatka. Uchodzi do Zatoki Kamczackiej, będącej częścią Morza Beringa, w Ust´-Kamczatsk. Wypływa z Gór Środkowych. W dalszym biegu jej dolina oddziela je od Gór Wschodnich. Powierzchnia zlewni wynosi 55 900 km².
Środkowy bieg Kamczatki jest zamieszkany przez Itelmenów.